# Lapaiivka, Pustomîtî
Lapaiivka (în ucraineană Лапаївка) este localitatea de reședință a comunei Lapaiivka din raionul Pustomîtî, regiunea Liov, Ucraina.

## Demografie
Componența lingvistică a localității Lapaiivka
     Ucraineană (97,94%)
     Rusă (1,72%)
     Alte limbi (0,24%)
Conform recensământului din 2001, majoritatea populației localității Lapaiivka era vorbitoare de ucraineană (97,94%), existând în minoritate și vorbitori de rusă (1,72%).